# Aleix III Àngel
Aleix III Àngel (grec medieval: Ἀλέξιος Ἄγγελος, Aléxios Ànguelos;) (nascut cap al 1153 i mort el 1211) fou emperador romà d'Orient entre el 1195 i el 1203.
Quan el seu germà petit, Isaac II Àngel, accedí al tron, Aleix tornà de l'exili i li fou concedida la dignitat de sebastocràtor.
Formava part de la dinastia dels Àngels. Va usurpar el tron al seu germà Isaac II Àngel. Durant el seu regnat, el seu poder va estar afeblit per nombrosos insurrectes, les revoltes d'usurpadors es van seguir l'una darrere l'altra, cada vegada protagonitzada per un usurpador diferent; va arribar un punt en què va malfiar fins i tot de la seva esposa. El fill del seu germà, Aleix IV Àngel va cercar el suport dels caps croats per enderrocar-lo i tornar el tron al seu pare; quan això va passar, pare i fill van assumir el poder conjuntament. Aleix III va intentar recuperar el poder unit al seu gendre Teodor I Làscaris i va morir derrotat en batalla.

## Orígens
Era el segon fill d'Andrònic Àngel i d'Eufrosina Castamonita. El seu pare i els seus germans grans (Teodor i Isaac) van participar en la sublevació de Nicea contra Andrònic I Comnè, Amb el seu pare va passar uns anys a l'exili i va estar en diverses corts incloent la de Saladí. El seu germà menor Isaac II Àngel, amenaçat de mort pel primer ministre Esteve Hagiocristoforita, va aconseguir enderrocar Andrònic I Comnè l'1 de setembre del 1185 i es va proclamar emperador.
Aleix va anar llavors a la cort del seu germà que li va donar el càrrec de sebastocràtor (1190).

## Usurpació
El 1195 l'emperador Isaac II Àngel gairebé no sortia de palau perquè no se sentia segur. Mentre el seu germà era fora iniciant una campanya conjunta amb els hongaresos per recuperar els territoris búlgars, va ordir un pla per usurpar el tron. Amb la col·laboració de la seva esposa Eufrosina Ducas Camatera va convèncer Isaac d'anar de cacera a Tràcia i allà unes tropes fidels a Aleix el van capturar, el van cegar i el van empresonar a Constantinoble. Aleix va tornar a la capital abandonant la campanya i es va proclamar emperador. Com que era descendent d'Aleix I Comnè per la filla d'aquest, Teodora (que era la seva àvia, mare d'Andrònic Àngel), va incloure aquest cognom al seu quan va assolir el poder, tot i que generalment se'l coneix pel seu cognom més proper: Àngel o bé com Àngel-Comnè.

## Els insurrectes
Aquell mateix estiu, va haver de fer front a un altre usurpador que s'havia sublevat a Bitínia amb el suport dels turcs i que es feia dir «Isaac II». Un general de l'exèrcit romà d'Orient anomenat Crisus va aixecar la seva pròpia revolta a Strutmisa, contra el qual va lliurar dues batalles sense poder-lo sotmetre.
Més endavant, l'estiu del 1200, Joan Ducas, un fill bastard d'un oncle seu, es va revoltar amb el suport dels turcs i va assolar la vall de Meandre. Un altre rebel, anomenat Teodor, es va establir a Tràcia. Un magnat del Peloponès, Lleó Esgur, es va proclamar independent. Un altre grup d'insurrectes es va apropiar del tresor i va nomenar emperador Joan Comnè Axuc el Gras, un net de Joan II Comnè, nomenament que no va prosperar.

## L'impost germànic
El germà de l'emperador germànic Enric VI, Felip de Suàbia, estava casat amb la filla de l'enderrocat emperador romà d'Orient Isaac II Àngel, i això li va fer sentir que tenia l'obligació i el dret a oposar-se a Aleix Àngel. Enric VI va exigir un tribut de 5.000 peces d'or i en cas contrari ocuparia els territoris al nord de Grècia que en el passat ja havien ocupat els normands. Aleix Àngel va aconseguir una rebaixa de 115.000 perpres i un temps per recollir els diners. Quan els ciutadans es van negar a pagar el nou impost, l'emperadriu Eufrosina va tractar d'arranjar la situació amb reformes, però el seu favorit Vatatzes, que les podia portar a terme, fou executat per ordre d'Aleix III. L'amenaça va quedar en no res quan Enric VI va morir en la Quarta Croada i hi va haver una lluita per la seva successió el 1198.

## Relacions amb els búlgars
El búlgar Pere Assèn va fer incursions per les ciutats romanes d'Orient de Tràcia. El 1196 Pere Assèn fou assassinat pel seu nebot i el germà del difunt, Joan Assèn, va perseguir l'assassí que s'havia refugiat en territori romà d'Orient. Aleix Àngel va aprofitar el caos per fer la guerra als búlgars i intentar recuperar territoris però no va aconseguir res. Els búlgars i valacs també van atacar pel nord les planes de Macedònia i Tràcia i diverses zones foren annexades pel tsar búlgar Joan Assèn "Caloyan" ('Joan el Bell'), incloent-hi diverses ciutats.
Aleix Àngel va acollir l'assassí de Pere Assèn, Ivanko, al qual va canviar el nom pel d'Aleix i el va prometre en matrimoni a la seva neta. A canvi Ivanko-Aleix havia d'encarregar-se de controlar la frontera i la reconstrucció dels les fortaleses que hi havia. El 1199, però, es va revoltar, va capturar el general romà d'Orient Manuel Camitzes i el va oferir al tsar búlgar Joan Assèn. L'emperador romà d'Orient va manar executar el traïdor, cosa que va passar a la primavera del 1200.

## Deposició
El 1202 es va iniciar la Quarta Croada. El nebot de l'emperador Aleix III, Aleix Àngel, fill d'Isaac II Àngel, s'havia escapat feia poc de Constantinoble en un vaixell de mercaders pisans i es va presentar a la cort de la seva germana Irene, casada amb Felip de Suàbia demanant suport per restablir el seu pare en el tron. Després va visitar Bonifaci de Montferrat, que era a punt de marxar a la croada i va demanar el mateix. Tot seguit va anar a visitar el papa a qui va demanar que autoritzés els croats per deposar el seu oncle Aleix III Àngel, a canvi prometia acabar amb el cisma d'Orient. Innocenci III, atès que els tres darrers emperadors romans d'Orient havien estat contraris al catolicisme, va prohibir que els croats ataquessin cap ciutat cristiana, incloent Constantinoble, o interferir en la qüestió que demanava el príncep romà d'Orient.
Els croats havien acordat amb els venecians que els transportarien amb vaixell fins a Terra Santa, a canvi de diners. Al final, els croats no tenien prou diners per cobrir la quantitat acordada i els venecians van demanar a canvi que conquerissin la ciutat de Zadar, que estava governada pels hongaresos i passaria a ser governada pel dux de Venècia. Això suposava saltar el manament del papa de no atacar cap ciutat cristiana. Felip de Suàbia va escriure al papa demanant autorització per fer una excepció també amb la ciutat de Constantinoble i a canvi obtindria el reconeixement del nou emperador. Aquesta vegada Innocenci III en va donar el consentiment.
El juny del 1203 els croats eren davant de la capital imperial, i el 17 i 18 de juliol del 1203 uns vint mil croats encapçalats pel dux venecià Enric Dandolo van atacar Constantinoble i la van ocupar; Aleix III, que havia llicenciat part de l'exèrcit perquè no el podia pagar (ja que gastava els diners en luxes i en tributs i suborns) i només disposava de 20 vaixells (la resta de la marina s'havia venut) va fugir del seu palau amb la seva filla Irene, i es va escapar a Develtos, a Tràcia, amb deu mil peces d'or, on el van seguir la seva muller i altres filles. La capital va quedar sota ocupació del croats i els caps de l'expedició van posar al tron al cec Isaac II Àngel i al seu fill Aleix IV Àngel, que serien vassalls del nou Imperi Llatí.

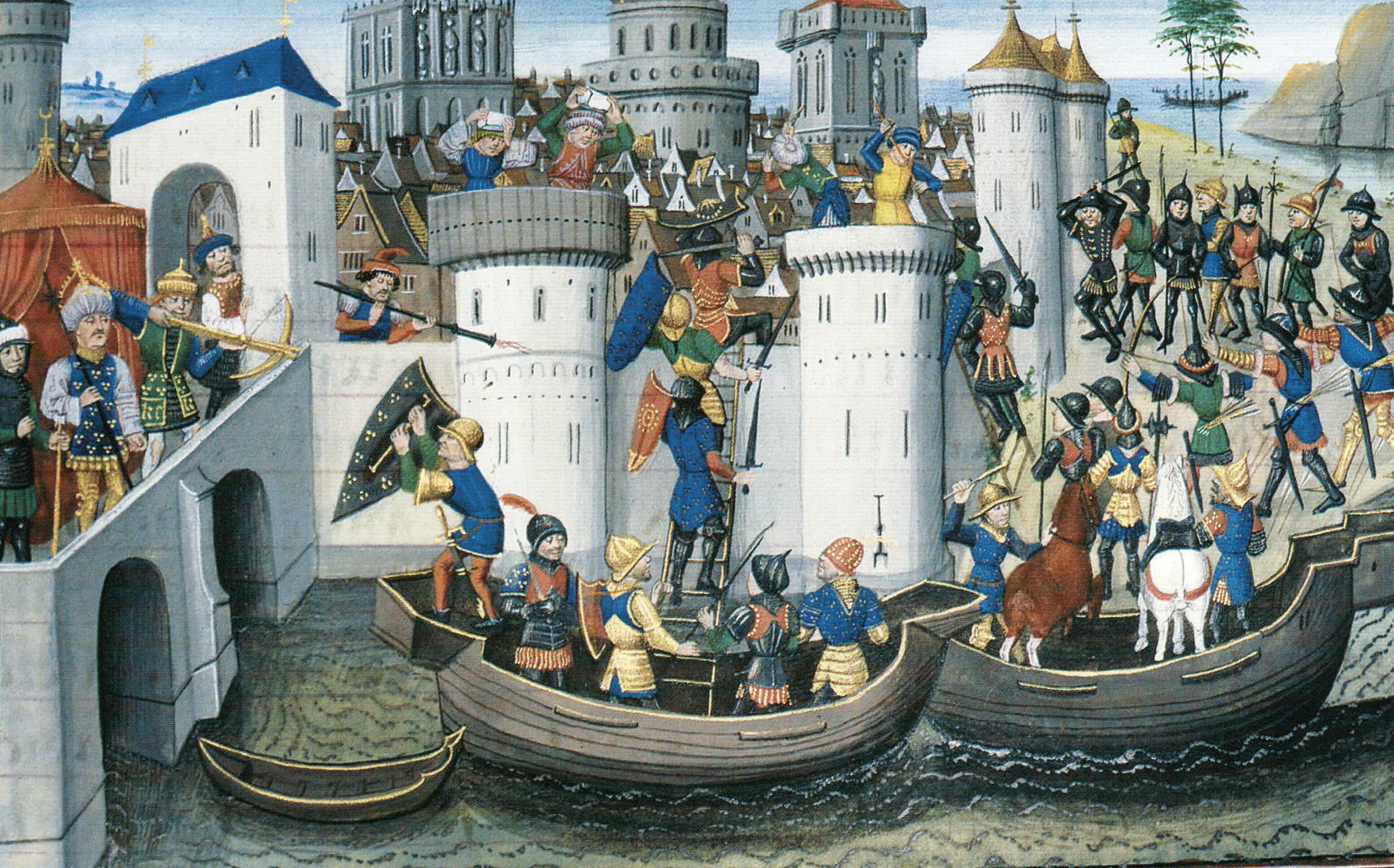
En la conquesta de Constantinoble del 1204, Aleix III va fugir i va perdre el seu títol d'emperador.

Aleix III va intentar organitzar la resistència i primer es va establir a Adrianòpolis i després a Mosinòpolis. Aleix IV Àngel va dir als croats que no donessin per acabada la seva feina, ja que el seu oncle s'havia refugiat a Tràcia i calia capturar-lo. Els croats es van quedar aquell hivern a la capital i esperaven ser pagats per capturar Aleix III però com que el jove emperador els va dir que no quedaven diners a les arques, els croats es van dedicar a fer pillatge per la ciutat. Això va provocar la revolta d'Aleix V Ducas que comptava amb el suport d'alguns romans d'Orient; després d'usurpar breument el poder a la capital, va fugir i es va refugiar amb Aleix III (abril del 1204). Aleix III el va rebre bé i li va donar en matrimoni la seva filla Eudòxia, però una mica després el va fer cegar i el va abandonar, fugint cap a Tessàlia on finalment es va lliurar junt amb l'emperadriu Eufrosina al marquès Bonifaci I de Montferrat, que s'havia proclamat rei de Tessalònica. Una mica després va tractar de desfer-se de la tutela de Bonifaci buscant la protecció de Miquel I Ducas que s'havia erigit en sobirà a l'Epir (1205) però fou empresonat per Bonifaci i enviat en presència de Bonifaci de Montferrat. El 1209 Miquel I Ducas va pagar el seu rescat per portar-lo a l'Àsia Menor amb el seu gendre Teodor I Làscaris, que s'havia proclamat emperador a Nicea i estava en guerra per recuperar el tron romà d'Orient ara en mans dels llatins.
A Nicea va demanar al seu gendre de reconèixer la seva autoritat, però Teodor s'hi va negar i llavors va conspirar contra ell amb el suport de Kaykhusraw I, soldà de Rum, a la cort del qual va fugir el 1210. A la batalla d'Antioquia al Meandre el 1211 les forces del soldà i d'Aleix III foren derrotades, el soldà va morir i l'antic emperador fou capturat per les forces lleials a Teodor. Aquest el va enviar a un monestir a Nicea on va morir un cert temps després ja a avançada edat.

## Matrimoni i descendència
Del seu matrimoni amb Eufrosina va tenir tres filles:
- Irene Àngel, casada amb Andrònic Contostèfan i en segones noces amb Aleix Paleòleg. D'Aquest segon matrimoni fou l'àvia de Miquel VIII Paleòleg.
- Anna Comnena Angelina, casada amb el sebastocràtor Isaac Comnè, besnebot de Manuel I Comnè, i en segones noces amb Teodor I Làscaris, emperador de Nicea.
- Eudòxia Angelina, casada amb el rei Esteve I de Sèrbia; en segones noces amb l'emperador Aleix V Ducas o Ducas Murzufle; i en terceres amb Lleó Esgur, senyor de Corint.